# Mukhtar Ali
Mukhtar Abdullahi Ali (Mogadishu, 30 oktober 1997) is een in Engeland opgegroeide Saoedi-Arabische voetballer die doorgaans als middenvelder speelt. Hij speelde vanaf begin 2017 twee-en-een-half seizoen bij Vitesse, op 31 augustus 2019 stapte hij over naar Al-Nassr.

## Carrière
Ali speelde in de jeugd van Leyton Orient en Chelsea. Met Chelsea –19 won hij in het seizoen 2015/16 de UEFA Youth League. Chelsea verhuurde Ali vanaf de winterstop van het seizoen 2016/2017 aan Vitesse. Hiervoor maakte hij op 19 februari 2017 zijn debuut, in een met 0–1 verloren wedstrijd thuis tegen Ajax. Hij kwam in de 84e minuut in het veld voor Marvelous Nakamba. Ali tekende in juli 2017 een driejarig contract bij Vitesse, dat hem daarmee definitief overnam van Chelsea. Hij scoorde zijn enige doelpunt voor Vitesse op 2 februari 2019, in de met 2-2 gelijkgespeelde thuiswedstrijd tegen sc Heerenveen, het duizendste thuisdoelpunt van de Arnhemse club in de Eredivisie. In de zomer van 2019 vertrok hij naar het Saoedi-Arabische Al-Nassr.

### Statistieken
| Seizoen                        | Club           | Land           | Competitie        | Competitie | Competitie | Beker | Beker | Overig | Overig | Totaal | Totaal |
| Seizoen                        | Club           | Land           | Competitie        | Wed.       | Dlp.       | Wed.  | Dlp.  | Wed.   | Dlp.   | Wed.   | Dlp.   |
| ------------------------------ | -------------- | -------------- | ----------------- | ---------- | ---------- | ----- | ----- | ------ | ------ | ------ | ------ |
| 2016/17                        | → Vitesse      | Nederland      | Eredivisie        | 6          | 0          | 0     | 0     | –      | –      | 6      | 0      |
| 2016/17                        | → Jong Vitesse | Nederland      | Tweede divisie    | 4          | 0          | –     | –     | –      | –      | 4      | 0      |
| 2017/18                        | Jong Vitesse   | Nederland      | Derde divisie zo. | 4          | 1          | –     | –     | –      | –      | 4      | 1      |
| 2017/18                        | Vitesse        | Nederland      | Eredivisie        | 3          | 0          | 0     | 0     | 3      | 0      | 6      | 0      |
| 2018/19                        | Vitesse        | Nederland      | Eredivisie        | 6          | 1          | 0     | 0     | 1      | 0      | 7      | 1      |
| 2019/20                        | Vitesse        | Nederland      | Eredivisie        | 0          | 0          | 0     | 0     | –      | –      | 0      | 0      |
| 2019/20                        | Al-Nassr       | Saoedi-Arabië  | Saudi Pro League  | 20         | 0          | 1     | 0     | 8      | 1      | 29     | 1      |
| 2020/21                        | Al-Nassr       | Saoedi-Arabië  | Saudi Pro League  | 5          | 0          | 1     | 0     | 3      | 0      | 9      | 0      |
| 2021/22                        | Al-Nassr       | Saoedi-Arabië  | Saudi Pro League  | 0          | 0          | 0     | 0     | –      | –      | 0      | 0      |
| 2021/22                        | → Al-Ta'ee     | Saoedi-Arabië  | Saudi Pro League  | 11         | 2          | 0     | 0     | –      | –      | 11     | 2      |
| 2022/23                        | → Al-Ta'ee     | Saoedi-Arabië  | Saudi Pro League  | 15         | 2          | 1     | 0     | –      | –      | 16     | 2      |
| Carrièretotaal                 | Carrièretotaal | Carrièretotaal | Carrièretotaal    | 74         | 6          | 3     | 0     | 15     | 1      | 92     | 7      |
| Bijgewerkt op 23 februari 2023 |                |                |                   |            |            |       |       |        |        |        |        |

### Interlandcarrière
Doordat Mukhtar Ali in Engeland opgroeide, speelde hij in de Engelse vertegenwoordigende jeugdelftallen. In 2017 werd hij voor het eerst geselecteerd voor het Saoedi-Arabisch voetbalelftal. Ali debuteerde in de met 5-2 gewonnen oefenwedstrijd tegen Jamaica. Als speler van Saoedi-Arabië onder 23 werd hij geselecteerd voor de Olympische Spelen van 2020. Hij mocht in de laatste groepswedstrijd tegen Brazilië invallen, de uiteindelijke winnaar van de gouden medaille.
| Interlands van Mukhtar Ali voor Saoedi-Arabië | Interlands van Mukhtar Ali voor Saoedi-Arabië | Interlands van Mukhtar Ali voor Saoedi-Arabië | Interlands van Mukhtar Ali voor Saoedi-Arabië | Interlands van Mukhtar Ali voor Saoedi-Arabië | Interlands van Mukhtar Ali voor Saoedi-Arabië |
| №                                             | Datum                                         | Wedstrijd                                     | Uitslag                                       | Soort wedstrijd                               | Doelpunten                                    |
| Als speler bij Vitesse                        | Als speler bij Vitesse                        | Als speler bij Vitesse                        | Als speler bij Vitesse                        | Als speler bij Vitesse                        | Als speler bij Vitesse                        |
| --------------------------------------------- | --------------------------------------------- | --------------------------------------------- | --------------------------------------------- | --------------------------------------------- | --------------------------------------------- |
| 1.                                            | 7 oktober 2017                                | Saoedi-Arabië − Jamaica                       | 5 – 2                                         | Vriendschappelijk                             | 0                                             |
| 2.                                            | 10 oktober 2017                               | Saoedi-Arabië − Ghana                         | 0 − 3                                         | Vriendschappelijk                             | 0                                             |
| Als speler bij Al-Nassr                       |                                               |                                               |                                               |                                               |                                               |
| 3.                                            | 19 november 2019                              | Saoedi-Arabië − Paraguay                      | 0 − 0                                         | Vriendschappelijk                             | 0                                             |
| 4.                                            | 17 november 2020                              | Saoedi-Arabië − Jamaica                       | 1 – 2                                         | Vriendschappelijk                             | 0                                             |